# Parité Put-Call
La parité put-call (Put-Call Parity) définit une relation entre le prix d'un call (option d'achat) et celui d'un put (option de vente), qui ont tous deux le même prix d'exercice et la même échéance. La formule suppose que les options ne sont pas exercées avant échéance (dans le cas des options européennes, il ne peut en être autrement). 
Elle s'énonce de la manière suivante :
{\displaystyle C(t)-P(t)=S(t)-K\cdot B(t,T)}
où 
{\displaystyle C(t)} est la valeur du call à un instant {\displaystyle t},
{\displaystyle P(t)} est la valeur du put à l'instant {\displaystyle t},
{\displaystyle S(t)} est la valeur de l'actif sous-jacent à l'instant {\displaystyle t},
{\displaystyle K} est le prix d'exercice, et
{\displaystyle B(t,T)} la valeur à  l'instant {\displaystyle t} d'une obligation à coupon zéro d'échéance {\displaystyle T}.
En l'absence d'opportunités d'arbitrage, lorsque trois termes de l'équation sont connus parmi les quatre (call, put, obligation, valeur du sous-jacent), la formule permet de calculer la valeur implicite du quatrième.

## Sources
- (en) Cet article est partiellement ou en totalité issu de l’article de Wikipédia en anglais intitulé « Put–call parity » (voir la liste des auteurs).